# Arguenon
Der Arguenon ist ein Küstenfluss in Frankreich, der im Département Côtes-d’Armor in der Region Bretagne verläuft. Er entspringt im Gemeindegebiet von Le Gouray, entwässert generell Richtung Nordost bis Nord und mündet nach rund 53 Kilometern an der Gemeindegrenze von Créhen und Saint-Lormel in der Baie de l’Arguenon in den Ärmelkanal. Unterhalb von Créhen ist er bereits von den Gezeiten beeinflusst. Unmittelbar an der Mündung kommt von links der Fluss Guébriand, der jedoch nach offiziellen Angaben kein Nebenfluss des Arguenon ist, sondern bereits ein eigenständiger Küstenfluss.

## Orte am Fluss
- Le Gouray
- Plénée-Jugon
- Jugon-les-Lacs
- Plorec-sur-Arguenon
- Pléven
- Plancoët
- Créhen